# Tension (gra komputerowa)
Tension (znana też pod tytułem The Void w krajach anglojęzycznych i Niemczech oraz Тургор w Rosji) – komputerowa gra przygodowa w widoku z perspektywy pierwszej osoby produkcji rosyjskiego studia Ice-Pick Lodge. Gra została wydana w krajach Wspólnoty Niepodległych Państw 17 kwietnia 2008 roku, w Polsce 31 października 2008 roku, w Niemczech 28 marca 2009 roku, w krajach anglojęzycznych 23 października 2009 roku, a w elektronicznej dystrybucji na platformę Steam gra jest dostępna od 16 grudnia 2009 roku.

## Rozgrywka
Gra opowiada historię duszy, która utkwiła w Pustce – miejscu na wzór czyśćca, w którym największą wartość stanowi kolor istniejący w formie limfy – cieczy reprezentująca siły witalne i będącej głównym parametrem w grze. Krainę zamieszkują dwie rasy – jedenaście pięknych Sióstr oraz dziesięciu demonicznych Braci będących strażnikami Pustki. Celem gracza jest zdobycie takiej ilości limfy, aby zobaczyć prawdziwą rzeczywistość i wydostać się z Pustki. Aby to osiągnąć musi on walczyć z zamieszkującymi Pustkę stworami oraz paktować z Siostrami i Braćmi, które zależnie od zachowania gracza będą mu pomagać lub utrudniać zadanie. 
Gracz zbierając limfę nie może jej użyć w sposób bezpośredni, musi być ona dostarczona do jednego z serc, które będzie ją mogło rozprowadzać, przez co limfa staje się tzw. naerwą, którą możemy zbierać i przechowywać w barwnicy. Posiadanie kolorów daje możliwość rysowania grafemów – symboli, które odpowiadają poszczególnym akcjom wykonywanym przez bohatera. Zdobywany je poprzez rozmowy z Siostrami lub znajdując je w specjalnych komnatach. W trakcie ich rysowania zwalnia czas gry, pozwalając graczowi na dokładne rysowanie. 
Kolory definiują także stan zdrowia i umiejętności bohatera. Gracz do dyspozycji ma siedem barw: srebrną, złotą, fioletową, lazurową, szkarłatną, bursztynową i szmaragdową – każda z nich ma inne właściwości i inaczej wpływa na bohatera. Przykładowo barwa złota zwiększa zaufanie do bohatera wśród Sióstr, ale równocześnie wzmaga zazdrość wśród Braci. Dzięki kolorom przechodzimy również do kolejnych lokacji w Pustce. Każda z Sióstr posiada dwie ulubione barwy oraz dwa kolory, które są dla niej szkodliwe. Obdarowanie każdej z nich właściwymi barwami skutkuje przepuszczeniem bohatera do następnych komnat. 
Strategiczna część gry odbywa się na mapie Pustki. Jest ona podzielona na części będące pod kontrolą jednej z Sióstr. Każda z części składa się z kilku komnat. W trakcie używania mapy czas gry ciągle upływa, a wraz z nim zużywany jest kolor w poszczególnych sercach. Kiedy kolor się skończy, bohater umiera. Czas zatrzymuje się, gdy gracz wejdzie do komnaty, dzięki temu może on eksplorować pomieszczenie bez ryzyka utraty koloru. Strategia ma również zastosowanie w przypadku walk z Braćmi. Każdy z nich może być przez nas wyzwany na pojedynek, który odbywa się na specjalnie do tego celu przygotowanej arenie. Walka, tak jak cała interakcja w grze, odbywa się przy pomocy grafemów. Bracia, tak samo jak Siostry, są wrażliwi na poszczególne barwy; użycie właściwych kombinacji kolorów jest kluczem do zwycięstwa. 
Gra posiada limit czasowy wyznaczony na trzydzieści pięć cykli (cykl jest odpowiednikiem dnia w grze). Nowe kolory pojawiają się na początku każdego cyklu, ale w kolejności losowej. Według deweloperów Tension posiada 24 oryginalne zakończenia. 

## Odbiór gry
Gra spotkała się z pozytywnym przyjęciem przez recenzentów. Średnia ocena wygenerowana przez agregator Metacritic wyniosła 77/100, a średnia ocen według systemu GameRankings wyniosła 73.29%. 
Magazyn Rock, Paper, Shotgun napisał bardzo pozytywną opinię o grze, nazywając ją jedną z najważniejszych gier, w które trzeba zagrać, pomimo wysokiego poziomu trudności. John Walker z portalu Eurogamer podobnie narzekał na bardzo wysoki poziom trudności, ale pochwalił design, narrację oraz nowatorskie podejście do gry jak do sztuki. Magazyn Incgamers napisał, że Tension to gra ponura, imponująca i morderczo trudna, ale wyjątkowa i oferująca często wspaniałe przeżycia. Paweł Frelik z portalu Technopolis pochlebnie ocenił artystyczność gry oraz podkreślił jej odmienność w stosunku do innych produkcji, przez co nie jest ona grą dla każdego. Portal kulturalny Gildia.pl w swojej recenzji bardzo wysoko ocenił oprawę graficzną, klimat rozgrywki oraz polską lokalizację, krytykując jedynie poziom trudności i problematyczne rysowanie grafemów. 
Niemiecki kanał telewizyjny, 3Sat, zrobił porównanie gier Tension i The Sims 3 w celu porównania amerykańskiego stylu życia i postrzegania świata z rosyjskim. 

### Reakcja na piractwo
Tension zostało zauważone również dzięki reakcji jego deweloperów na fakt nielegalnego pobierania ich gry. Kiedy gra pojawiła się na największym rosyjskim portalu z torrentami torrents.ru, twórcy zaczęli rozmawiać z użytkownikami za pośrednictwem serwisu wyjaśniając kwestie związane z grą i zachęcając do jej legalnego nabycia, jeżeli tytuł im się podoba. Dodatkowo, deweloperzy przygotowali specjalnego torrenta zawierającego wszystkie bonusowe materiały z gift edition. 

## Tytuły i edycje
Gra została wydana w wielu krajach pod różnymi tytułami i z większymi lub mniejszymi zmianami:
- Turgor – oryginalne wydanie rosyjskie, występuje w trzech wersjach: z dwiema płytami DVD, w wersji gift edition oraz w formie elektronicznej dystrybucji. Dodatkowa płyta zawiera pełną ścieżkę dźwiękową, wszystkie trailery gry, nagrania Mikołaja Dybowskiego, teledysk z gry Pathologic oraz szkic z gry. Ponieważ ta edycja jest dostępna wyłącznie w Rosji deweloperzy wydali do niej patch z napisami.
- Tension – roboczy tytuł angielskiej wersji gry i oficjalny tytuł w Polsce. Polska edycja zawiera poza grą dodatkową płytę ze ścieżką dźwiękową, instrukcję, oficjalny poradnik do gry, oraz artbook. Nie posiada wszystkich bonusów z rosyjskiej wersji, zawiera natomiast pierwszy patch do gry.
- The Void (edycja niemiecka) – zawiera wiele zmian w stosunku do poprzednich wydań, włącznie z całkiem nową fabuła gry. Na dodatkowej płycie zamieszczono nową ścieżkę dźwiękową, wszystkie trailery z wyjątkiem traileru z Russian Game Developers Conference, teledysk z gry Pathologic oraz szkic z gry.
- The Void (wersja angielska) – zawiera dokładnie to samo, co wersja niemiecka, dodano jedynie drugi patch do gry.